# Tadahiro Nomura
Tadahiro Nomura (em japonês:  野村 忠宏; 10 de dezembro de 1974) é um judoca japonês. Nomura foi o primeiro judoca a conquistar três medalhas de ouro consecutivas em Jogos Olímpicos, todas na categoria extra leve (até 60 kg).
Foi campeão mundial em 1997 e terceiro lugar em 2003, também foi 6 vezes campeão nacional japonês em 1996,1997,2000,2003,2004 e 2007.
Tentou participar dos jogos olímpicos em 2008 e em 2012 mas devido a graves lesões no ombro, joelhos e pés acumuladas com o tempo não conseguiu uma vaga.